# Shomolu
Shomolu, auch Somolu, ist eine Local Government Area (LGA) im Bundesstaat Lagos. Sie hat etwa 555.800 Einwohner und ist ein Teil der Metropolregion Lagos. Mit einer Einwohnerzahl von über 50.000 Personen pro Quadratkilometer zählt sie zu den am dichtesten besiedeltsten LGAs.
Die LGA Shomolu entstand 1976 aus Teilen von Mushin. Shomolu wird von Problemen wie schlechter Hygiene, Überbevölkerung, allgemeiner Armut und einer kriminellen Jugendsubkultur (Area Boys) geplagt. Sie ist auch für ihre Druckindustrie bekannt, die die größte in Lagos und eine der vielfältigsten der Welt ist.